# حقوق الإنسان في البوسنة والهرسك

علم تاريخي لاتحاد البوسنة والهرسك (1996-2007)

لاقى سجل حقوق الإنسان في البوسنة والهرسك انتقادات على مدى عدة سنوات، إذ انتقدته المنظمات الدولية كمجلس حقوق الإنسان التابع للأمم المتحدة، والمحكمة الأوروبية لحقوق الإنسان، ومنظمة الأمن والتعاون في أوروبا، فضلًا عن المنظمات غير الحكومية الدولية والمحلية كهيومن رايتس ووتش ومنظمة العفو الدولية. تعرضت حكومة البوسنة والهرسك لانتقادات بسبب التمييز العرقي والديني في معاملتها للأقليات العرقية والدينية كالغجر واليهود. كما تعرضت الحكومة لانتقادات بسبب معاملتها للنازحين داخليًا في أعقاب حرب البوسنة وفشلها في تزويد طالبي اللجوء بالموارد كالغذاء والمأوى والمساعدة الطبية. باتت حرية الصحافة قضية في البوسنة والهرسك، وفقًا لرابطة الصحفيين البوسنيين، بي إتش نوفيناري، إذ يواجه الصحفيون هجمات وتهديدات وضغوطًا من الحكومة. كما أبلغت منظمات حقوق الإنسان غير الحكومية عن تدخل الحكومة في عملها. انتقد الاتحاد الأوربي الحكومة البوسنية بسبب استجابتها البطيئة لمحاكمة مرتكبي جرائم الحرب على المستوى المحلي في أعقاب حرب البوسنة بعد إغلاق المحكمة الجنائية الدولية ليوغوسلافيا السابقة في ديسمبر 2017.

## التاريخ
كان الصراع العرقي بارزًا في مجتمع البوسنة والهرسك منذ تفكك يوغوسلافيا. المجموعات العرقية الثلاث الرئيسية هي البشناق، وهم في الغالب مسلمون، والكروات، وهم كاثوليك، والصرب، وهم الأرثوذكس الشرقيون. أدى هذا الصراع العرقي إلى حرب البوسنة التي وقعت بين عامي 1992 و1995 بعد استقلال البوسنة والهرسك عن جمهورية يوغوسلافيا الاشتراكية الاتحادية. أسفرت الحرب عن مقتل أكثر من 101,000 شخص. ارتكبت جميع الجنسيات المعنية جرائم الحرب وانتهاكات حقوق الإنسان. وُجه أكبر قدر من تهم جرائم الحرب للصرب.

### التمييز العرقي والديني
نشر البنك الدولي تقريرًا في عام 2019، يفيد أن التمييز ضد الغجر يمثل مشكلة كبيرة في دول غرب البلقان، ومن بينها البوسنة والهرسك. وجد التقرير أن الغجر، الذين يشكلون 1.7% من سكان البوسنة، يواجهون صعوبة أكبر في الوصول إلى الخدمات الأساسية كالرعاية الصحية والتعليم والعمل والسكن مقارنة بالسكان غير الغجر.
صرحت منظمة هيومن رايتس ووتش الدولية غير الحكومية في تقريرها السنوي لعام 2020 أن التمييز ضد الأقليات العرقية والدينية لا يزال يمثل قضية حقوق إنسان مهمة في البوسنة والهرسك. يمنع الدستور البوسني الأقليات العرقية كاليهود والغجر، وهما أكبر أقليتين في البلاد، من الترشح للرئاسة.
جاءت التعقيدات في دستور البوسنة والهرسك نتيجة لاتفاقية دايتون للسلام، التي وُقعت عام 1995 في ختام حرب البوسنة.
ينص الدستور البوسني، نظرًا للدور الكبير الذي تلعبه القومية الإثنية وسياسات الهوية العرقية في مجتمع البوسنة والهرسك، على أن رئاسة الحكومة يجب أن تتكون من ثلاثة أعضاء منتخبين على نحو مباشر. يضطلع كل من البشناق والكروات والصرب بانتخاب عضو واحد عن كل طائفة. كما يجب على المرشح الرئاسي أن ينتمي إلى واحدة فقط من هذه الهويات العرقية، ويصبح غير مؤهل إذا كان عضوًا في أي مجموعة عرقية إضافية، ما يمنع الأقليات العرقية، كالغجر واليهود، من الترشح للرئاسة، وكذلك أي شخص ينتمي إلى أكثر من واحدة من المجموعات العرقية الثلاث الرئيسية. كما لا يمكن للبشناق والكروات والصرب التصويت إلا لمرشح واحد ينتمي إلى مجموعتهم العرقية.
تُعد هذه القيود القائمة على العرق والمخلة بأهلية الترشح للمناصب مثيرة للجدل، وقد انتقدتها هيئات دولية كالمحكمة الأوروبية لحقوق الإنسان. قضت المحكمة الأوروبية لحقوق الإنسان في قضية سيجديتش وفينسي ضد البوسنة والهرسك عام 2009، بأن الدستور البوسني تمييزي ومخالف للاتفاقية الأوروبية لحقوق الإنسان. قدم ديرفو سيديتش، وهو رجل من الغجر، وجاكوب فينسي، وهو رجل يهودي، شكاوى إلى المحكمة الأوروبية لحقوق الإنسان بأنهما غير مؤهلين للترشح للرئاسة ومجلس الشعب في البوسنة والهرسك بسبب انتمائهما إلى مجموعات الأقليات العرقية، على الرغم من أن الرجلين كانا مواطنين بوسنيين.